# Battlefield Heroes
Battlefield Heroes war ein free-to-play-Third-Person-Shooter innerhalb der Computerspieleserie Battlefield, der 2009 erschienen. Er beinhaltet ein Zweiter Weltkrieg Szenario in Cartoon-Optik und war als Casual Game konzipiert. Es war das erste Spiel von Electronic Arts, das auf In-Game-Werbung und Mikrotransaktion zur Refinanzierung setzte und kostenlos abgegeben wurde. Im Frühjahr 2015 wurde der Dienst eingestellt.

## Spielprinzip
Ähnlich wie in Rollenspielen ließen sich Charaktere durch gesammelte Erfahrung aufwerten, wodurch diese neue Spezialfähigkeiten erlernten oder bestehende verbesserten und neue Ausrüstung freischalteten. Das Spielen selbst ist kostenlos, jedoch konnten gegen Geld Play4Free-Funds erworben werden, die gegen aufwändigere Spielfiguren und bessere Waffen eingetauscht werden konnten. Diese konnten ebenfalls durch erspielbare Valorpoints (Tapferkeitspunkte) gemietet oder dauerhaft gekauft werden. Die für die Reihe bekannte Egoperspektive wurden gegen eine Ansicht über die Schulter ersetzt, um die Spielfigur in den Mittelpunkt zu stellen und deren Anpassung zu fördern.
Das Spielszenario war an den Zweiten Weltkrieg angelehnt. Der Spieler hatte die Wahl zwischen den Royals, welche die Alliierten darstellen, oder den Nationals, die dementsprechend das Dritte Reich darstellen. Jede Partei hatte mit Kommando (verfügbare Waffen: Scharfschützengewehr, Messer, Granatwerfer und Pistole), Soldat (verfügbare Waffen: MPs, Pistole, Schrotflinte, Granate, Granatwerfer) und Kanonier (verfügbare Waffen: MGs, Raketenwerfer, Schrotflinte, Granatwerfer) drei Klassen. Jede Klasse hatte verschiedene Fähigkeiten. Auf dem höchsten Level (30) hatte man 15 Punkte, um die Fähigkeiten aufzuwerten (5 Stufen).
Das Spiel selbst ist durch comichafte Grafik gekennzeichnet und setzte das Szenario auch nicht realistisch um. Die Soundeffekte erinnern ebenfalls an Zeichentrickfilme. Flugzeuge trugen keine Bomben, besaßen aber Bordmaschinengewehre. Die Spieler konnten auf den Tragflächen mitreisen und von dort aus auch kämpfen. Durch ein automatisiertes Matchmaking sollen Spieler möglichst auf ebenbürtige Gegner treffen. Das Gesamtkonzept richtete sich an Gelegenheitsspieler. Das im asiatischen Markt erfolgreiche Geschäftsmodell sollte erstmals erprobt werden.
Das Spiel besaß die vier Spielmodi „Team-Deathmatch“, „Hero of the Hill“, „Capture-the-flag“ und „Team-Eliminierung“ sowie ein Tutorial. Conquest war der am häufigsten vertretene Spielmodus, bei welchem es auf einer Karte vier Flaggen zur Eroberung und 50 bzw. 70 oder 75 Tickets pro Team gab. Tickets werden abgezogen, wenn Spieler neu einsteigen oder wenn das gegnerische Team eine Mehrzahl der Flaggen hält. Das Team, das am Ende keine Punkte mehr hat, verliert. War eine Flagge eingenommen, wurden für das Team, das die Flagge besaß, in der nahen Umgebung Spawnpoints freigeschaltet, was die Verteidigung der Flagge etwas vereinfachte. Bei V2 Vengeance befand sich in der Mitte der Karte eine Rakete, welche sich z. B. in der oberen und unteren Mitte befand, die nach Ablauf einer kurzen Zeitfrist eingenommen werden konnte, und die möglichst lange gehalten werden musste. Beide Teams hatten einen Timer von fünf, zehn oder 15 Minuten, während das Team im Besitz der Rakete war. Sobald ein Team den Timer auf 0 gebracht hatte, gewann es. In diesem Modus wurden in der Punktetabelle keine Tode angezeigt, sondern erfolgreiche Raketen-Einnahmen.

## Historie
Auf der Tokyo Game Show 2008 wurde das Spiel erstmals beworben und auf der Games Convention 2008 in Leipzig wurde es zum kostenlosen Spielen angeboten. Außerdem wurden an die Besucher Plakate des Comic-Shooters verteilt und sie konnten sich in der EA Lounge für die Teilnahme am Betatest bewerben. Am 30. September 2009 wurde das erste große Update mit dem Namen Heroes of the Fall veröffentlicht, das mit Riverside Rush unter anderem eine neue Karte beinhaltete. Nach einigen Updates kam zu den fünf schon bestehenden Karten Bucaneer Bay, Seaside Skirmish, Coastal Clash, Victory Village und Riverside Rush die Karte Sunset Showdown hinzu. Später war es auch möglich, die Karten bei Nacht als sogenannte Nightlevels zu spielen. Es gab auch die Karte „Midnight Mayhem“, auf welcher der neue Spielmodus V2 Vengeance erstmals spielbar war. Ab Juli 2010 war eine neue Karte spielbar, welche Alpine Assault hieß. Außerdem waren mit dem Update vom 26. November 2010 einige Karten in verschneiter und vereister Umgebung hinzugekommen. Zudem gab es seit Juli 2011 auch die bereits aus früheren Teilen bekannte Karte Wake Island unter dem Namen Wicked Wake.
Es gab neben der normalen Version auch eine öffentliche Testumgebung, die nach Beendigung der geschlossenen Betaphase eingeführt wurde, um neue Karten, Features und Outfits zu testen. Für diese Version benötigte man ein gesondertes Konto, das nicht mit einem EA-Account verknüpft werden konnte.
2011 kam es zu einem Datendiebstahl aller Kontoinformationen der registrierten Spieler.
Der Dienst wurde zusammen mit Battlefield Play4Free am 14. Juli 2015 abgeschaltet.

## Rezeption
Die Modelle der Spielfiguren erinnern an Team Fortress 2. Das Zusammenspiel mit anderen Teilnehmern findet kaum statt. Ebenso mangele es an taktischer Tiefe. Zudem war das Spiel zum Start von Fehlern in der Kollisionsabfrage betroffen. Die Fahrzeuge dienten aufgrund niedriger Hitpoints der Panzer und der schwer zu kontrollierenden Flugzeuge in der Praxis nur zum Transport, zumal die Spielfiguren sehr langsam liefen. In Bezug auf Pay to win sei Battlefield Heroes noch knapp erträglich. Die Grafik sei detailarm und altbacken. Positiv sei zu bewerten, dass der Inhalt über die Jahre stark aufgestockt wurde. Durch kuriose Karten auf dem Mond sei das Spiel jedoch inhomogen geworden.
Im Dezember 2009 wurden die Preise sämtlicher Artikel im Shop drastisch erhöht und die Leihdauer für erspieltes Equipment reduziert, was zu Kritik führte.